# Bahnwasserturm Büchen
| Bahnwasserturm Büchen  | Bahnwasserturm Büchen                           |
| Wasserturm             | Wasserturm                                      |
| Daten                  | Daten                                           |
| ---------------------- | ----------------------------------------------- |
| Baujahr:               | 1912                                            |
| Turmhöhe:              | 14,5 m                                          |
| Nutzhöhe:              | 12,8 m                                          |
| Behälterart:           | Zwei zylindrische Behälter                      |
| Volumen der Behälter:  | 100 m³                                          |
| Betriebszustand:       | stillgelegt                                     |
| Ursprüngliche Nutzung: | Brauch- und Trinkwasserversorgung der Eisenbahn |
| Heutige Nutzung:       | Abriss ist im Juli 2012 erfolgt                 |

Der ehemalige Bahnwasserturm des Bahnhofs Büchen stand im Süden des Bahnhofsgeländes, neben dem Gleis der nach Lauenburg/Elbe führenden Bahnlinie.

## Bauwerk
Der dreigeschossige Backsteinbau war durch Lisenen und Backsteinfriese gegliedert und besaß ein flaches, mit Dachpappe gedecktes Walmdach. Er stand auf rechteckigem Grundriss und war nicht auf den ersten Blick als Wasserturm erkenntlich. Deutlich war aber das für Wassertürme typische, leicht vorkragende Behältergeschoss. Hier waren nebeneinander zwei zylindrische Wasserbehälter untergebracht, woraus sich die langgestreckte Form des Baus ableitete. In einem Behälter wurde das Brauchwasser für die Lokomotiven gespeichert, der andere diente als Trinkwasserreservoir für die Bahnhofsgebäude. Das Trinkwasser wurde aus einem Brunnen der südöstlich anschließenden Eisenbahnersiedlung Quellental gefördert.

## Geschichtliches zur Wasserversorgung der Bahn in Büchen
1846 nahm die Berlin-Hamburger Eisenbahn den Betrieb auf. Büchen war der einzige größere Bahnhof auf Schleswig-Holsteiner Gebiet. Hier zweigte später die Bahnlinie nach Lübeck ab.
Der steigende Wasserbedarf der Dampflokomotiven bei ständig wachsendem Verkehrsaufkommen machte den Bau von leistungsfähigen Wassertürmen und Wasserstationen notwendig. Zunächst wurden direkt am Gleis sog. Wasserhäuser gebaut, die über einen Ausleger die Lokomotiven mit Kesselwasser versorgten.
1886/87 erfolgte der Bau einer dampfgetriebenen Pumpstation mit einem achteckigen Wasserturm, der 150 m³ Wasser fassen konnte. Dieser Turm war bis 1973 in Betrieb und wurde 1974 abgerissen.
Eine weitere Wasserstation entstand 1912, zu der das oben beschriebene Bauwerk gehörte, das als Neuer Wasserturm bezeichnet wurde. Auch diese Anlage wurde in den 1970er Jahren nicht mehr benötigt. Die unteren Etagen dienten bis 1990 als Büro und Werkstatt für die Signalschlosser. Danach stand der Bau leer, gegen Vandalismus verschloss man die Fensteröffnungen mit Spanplatten. Ein Abriss verzögerte sich zunächst aufgrund der Kosten, im Juli 2012 wurde der Bahnwasserturm dann abgerissen.